# Michiyo Aratama
Michiyo Aratama (新珠三千代, Aratama Michiyo), née le 15 janvier 1930 à Nara (Japon) et morte le 17 mars 2001 à Tokyo, est une actrice japonaise. Son vrai nom est Kyōko Noda (戸田馨子, Noda Kyōko).

## Biographie
Michiyo Aratama a tourné dans près de 120 films entre 1951 et 1976.
Elle meurt d'une crise cardiaque à l'âge de 71 ans, le 17 mars 2001 à Tokyo.

## Filmographie partielle
- 1951 : Hakamadare Yasusuke (平安群盗伝 袴だれ保輔?) d'Eisuke Takizawa

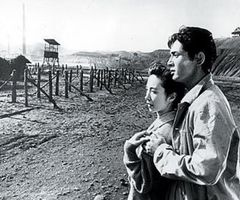
Avec Tatsuya Nakadai dans La Condition de l'homme (1959).

- 1953 : Épouse (妻, Tsuma?) de Mikio Naruse : Yoshimi Niemura
- 1955 : Le Pauvre Cœur des hommes (こころ, Kokoro?) de Kon Ichikawa : la femme de Nobuchi
- 1956 : Le Paradis de Suzaki (洲崎パラダイス 赤信号, Suzaki Paradaisu: Akashingō?) de Yūzō Kawashima : Tsutae
- 1958 : Jours de congé à Tokyo (東京の休日, Tōkyō no kyujitsu?) de Kajirō Yamamoto : danseuse
- 1958 : Nuages d'été (鰯雲, Iwashigumo?) de Mikio Naruse :  Chié, la propriétaire du restaurant
- 1958 : Le Pavillon d'or (炎上, Enjō?) de Kon Ichikawa : maîtresse de l'art floral
- 1959 : La Condition de l'homme : Il n'y a pas de plus grand amour (人間の條件, Ningen no joken I?) de Masaki Kobayashi : Michiko
- 1959 : Kagerōgasa (かげろう笠?) de Kenji Misumi : Oshige
- 1959 : Watashi wa kani ni naritai (私は貝になりたい?) de Shinobu Hashimoto
- 1959 : La Condition de l'homme : Le Chemin de l'éternité (人間の條件, Ningen no joken II?) de Masaki Kobayashi : Michiko
- 1960 : Gendai Salaryman : Ren'ai bushidō (現代サラリーマン 恋愛武士道?) de Shūei Matsubayashi : Michiko Mizukami
- 1960 : Histoire singulière à l'est du fleuve (濹東綺譚, Bokutō kitan?) de Shirō Toyoda : Mitsuko, la femme de Junpei
- 1961 : La Condition de l'homme : La Prière du soldat (人間の條件, Ningen no joken III?) de Masaki Kobayashi : Michiko
- 1961 : Kutsukate Tokijirō (沓掛時次郎?) de Kazuo Ikehiro
- 1961 : Dernier Caprice (小早川家の秋, Kohayagawake no aki?) de Yasujirō Ozu : Fumiko, la fille aînée
- 1963 : Madame Aki (憂愁平野, Yushu heiya?) de Shirō Toyoda : Misako
- 1964 : La Veuve joyeuse (喜劇 陽気な未亡人, Kigeki yōki-na mibōjin?) de Shirō Toyoda : Keiko Ogata
- 1964 : Kwaidan (怪談, Kaidan?) de Masaki Kobayashi : la première femme (segment Les Cheveux noirs)
- 1965 : Samouraï (侍, Samurai?) de Kihachi Okamoto : Okiku / Kukuhime
- 1966 : L'Étranger à l'intérieur d'une femme (女の中にいる他人, Onna no naka ni iru tanin?) de Mikio Naruse : Masako Tashiro
- 1966 : Le Sabre du mal (大菩薩峠, Dai-bosatsu tōge?) de Kihachi Okamoto : Ohama
- 1967 : Le Jour le plus long du Japon (日本のいちばん長い日, Nippon no ichiban nagai hi?) de Kihachi Okamoto : Yuriko Hara
- 1968 : Pavane pour un homme épuisé (日本の青春, Nihon no seishun?) de Masaki Kobayashi : Yoshiko
- 1969 : Chō kōsō no akebono (超高層のあけぼの?) de Hideo Sekigawa
- 1969 : Le Temple du démon (鬼の棲む舘, Oni no sumu yakata?) de Kenji Misumi : Aizen
- 1970 : C'est dur d'être un homme : Le Grand Amour (男はつらいよ フーテンの寅, Otoko wa tsurai yo: Fūten no Tora?) d'Azuma Morisaki (en) : Oshizu

## Distinctions
Sauf indication contraire, les informations mentionnées dans cette section peuvent être confirmées par la base de données cinématographiques IMDb,  présente dans la section « Liens externes ».

### Récompenses
- 1960 : prix Kinema Junpō de la meilleure actrice pour La Condition de l'homme : Il n'y a pas de plus grand amour[3]
- 1960 : prix Blue Ribbon de la meilleure actrice dans un second rôle pour La Condition de l'homme : Il n'y a pas de plus grand amour, La Condition de l'homme : Le Chemin de l'éternité et Watashi wa kai ni naritai[4]
- 1962 : prix Mainichi de la meilleure actrice dans un second rôle Dernier Caprice[5]